# روبرت ثورنتون
روبرت ثورنتون (بالإنجليزية: Robert Thornton)‏ هو لاعب دارت بريطاني، ولد في 17 يوليو 1967 في Ayrshire ‏ في المملكة المتحدة.

## وصلات خارجية
- روبرت ثورنتون على موقع DartsDatabase.co.uk (الإنجليزية)